# Wereldbeker zwemmen 2013
De wereldbeker zwemmen 2013 was een serie van acht wedstrijden die gehouden werden in augustus, oktober en november 2013 in acht verschillende steden in Azië en Europa. De eindzeges ging naar de Zuid-Afrikaan Chad le Clos bij de mannen en de Hongaarse Katinka Hosszú bij de vrouwen.
Het wereldbekercircuit deed voor de eerste keer in de geschiedenis Nederland aan, Eindhoven nam de plek in van de Zweedse hoofdstad Stockholm.

## Kalender
| # | Data              | Locatie   | Resultaten |
| - | ----------------- | --------- | ---------- |
| 1 | 7 en 8 augustus   | Eindhoven | [ 1 ]      |
| 2 | 10 en 11 augustus | Berlijn   | [ 2 ]      |
| 3 | 12 en 13 oktober  | Moskou    | [ 3 ]      |
| 4 | 17 en 18 oktober  | Dubai     | [ 4 ]      |
| 5 | 20 en 21 oktober  | Doha      | [ 5 ]      |
| 6 | 5 en 6 november   | Singapore | [ 6 ]      |
| 7 | 9 en 10 november  | Tokio     | [ 7 ]      |
| 8 | 13 en 14 november | Peking    | [ 8 ]      |

## Klassementen

### Mannen
| Rang | Naam               | Land | Punten (Bonuspunten) | Punten (Bonuspunten) | Punten (Bonuspunten) | Punten (Bonuspunten) | Punten (Bonuspunten) | Punten (Bonuspunten) | Punten (Bonuspunten) | Punten (Bonuspunten) | Totaal |
| Rang | Naam               | Land | EIN                  | BER                  | MOS                  | DUB                  | DOH                  | SIN                  | TOK                  | PEK                  | Totaal |
| ---- | ------------------ | ---- | -------------------- | -------------------- | -------------------- | -------------------- | -------------------- | -------------------- | -------------------- | -------------------- | ------ |
| 1    | Chad le Clos       | RSA  | 54 (20)              | 54                   | 69                   | 69                   | 66                   | 84 (20)              | 75                   | 63                   | 574    |
| 2    | Vladimir Morozov   | RUS  | 33                   | 54                   | 54                   | 54                   | 45                   | 63                   | 42                   | 69                   | 414    |
| 3    | Robert Hurley      | AUS  | 21                   | 24                   | 51                   | 45                   | 39                   | 36                   | 36                   | 33                   | 285    |
| 4    | Roland Schoeman    | RSA  | 21                   | 36                   | 33                   | 24                   | 33                   | 21                   | 18                   | 27                   | 213    |
| 5    | Kenneth To         | AUS  | 27                   | 21                   | 51                   | 39                   | 54                   | -                    | -                    | -                    | 192    |
| 6    | Dániel Gyurta      | HUN  | 39                   | 45                   | -                    | -                    | -                    | 36                   | 45                   | 24                   | 189    |
| 7    | Thomas Shields     | USA  | 15                   | 12                   | 18                   | 54                   | 57                   | -                    | 9                    | 21                   | 186    |
| 8    | Myles Brown        | RSA  | 18                   | 6                    | 30                   | 24                   | 27                   | 18                   | -                    | 21                   | 144    |
| 9    | Paweł Korzeniowski | POL  | -                    | 15                   | 24                   | 15                   | 21                   | 18                   | 6                    | 12                   | 111    |
| 9    | George Bovell      | TRI  | 30                   | 6                    | 12                   | 15                   | 6                    | 18                   | 15                   | 9                    | 111    |

### Vrouwen
| Rang | Naam                | Land | Punten (Bonuspunten) | Punten (Bonuspunten) | Punten (Bonuspunten) | Punten (Bonuspunten) | Punten (Bonuspunten) | Punten (Bonuspunten) | Punten (Bonuspunten) | Punten (Bonuspunten) | Totaal |
| Rang | Naam                | Land | EIN                  | BER                  | MOS                  | DUB                  | DOH                  | SIN                  | TOK                  | PEK                  | Totaal |
| ---- | ------------------- | ---- | -------------------- | -------------------- | -------------------- | -------------------- | -------------------- | -------------------- | -------------------- | -------------------- | ------ |
| 1    | Katinka Hosszú      | HUN  | 121 (40)             | 81 (40)              | 102                  | 90                   | 105                  | 96                   | 84                   | 81                   | 840    |
| 2    | Alia Atkinson       | JAM  | 30                   | 27                   | 21                   | 57                   | 39                   | 54                   | 27                   | 33                   | 288    |
| 3    | Mireia Belmonte     | ESP  | 15                   | 42 (40)              | 33                   | 39                   | 18                   | 27                   | 24                   | 42                   | 280    |
| 4    | Daryna Zevina       | UKR  | 12                   | 12                   | 42                   | 42                   | 51                   | 12                   | 30                   | 27                   | 228    |
| 5    | Joelia Jefimova     | RUS  | -                    | -                    | 39                   | 33                   | 30                   | 21                   | 45 (20)              | -                    | 188    |
| 6    | Sarah Sjöström      | SWE  | 21                   | 6                    | 60                   | -                    | -                    | 33                   | 33                   | 30                   | 183    |
| 6    | Emily Seebohm       | AUS  | 33                   | 30                   | -                    | 42                   | -                    | 36                   | 21                   | 21                   | 183    |
| 8    | Alicia Coutts       | AUS  | -                    | -                    | -                    | -                    | -                    | 36                   | 51                   | 51                   | 138    |
| 8    | Lauren Boyle        | NZL  | 36                   | 30                   | -                    | -                    | -                    | 24                   | 24                   | 24                   | 138    |
| 10   | Ranomi Kromowidjojo | NED  | 42 (20)              | 24                   | -                    | 24                   | 24                   | -                    | -                    | -                    | 134    |

## Dagzeges

### Vrije slag

#### 50 meter
| Wedstrijd    | Mannen           | Mannen | Mannen | Vrouwen             | Vrouwen | Vrouwen  |
| Wedstrijd    | Winnaar          | Land   | Tijd   | Winnaar             | Land    | Tijd     |
| ------------ | ---------------- | ------ | ------ | ------------------- | ------- | -------- |
| #1:Eindhoven | Vladimir Morozov | RUS    | 20,66  | Ranomi Kromowidjojo | NED     | 23,24 WR |
| #2:Berlijn   | Roland Schoeman  | RSA    | 20,86  | Ranomi Kromowidjojo | NED     | 23,72    |
| #3:Moskou    | Vladimir Morozov | RUS    | 20,59  | Sarah Sjöström      | SWE     | 24,20    |
| #4:Dubai     | Vladimir Morozov | RUS    | 20,66  | Ranomi Kromowidjojo | NED     | 24,02    |
| #5:Doha      | Vladimir Morozov | RUS    | 21,03  | Ranomi Kromowidjojo | NED     | 23,69    |
| #6:Singapore | Vladimir Morozov | RUS    | 20,78  | Cate Campbell       | AUS     | 23,85    |
| #7:Tokio     | Vladimir Morozov | RUS    | 20,72  | Cate Campbell       | AUS     | 23,47    |
| #8:Peking    | Vladimir Morozov | RUS    | 20,91  | Cate Campbell       | AUS     | 23,65    |

#### 100 meter
| Wedstrijd    | Mannen           | Mannen | Mannen | Vrouwen             | Vrouwen | Vrouwen |
| Wedstrijd    | Winnaar          | Land   | Tijd   | Winnaar             | Land    | Tijd    |
| ------------ | ---------------- | ------ | ------ | ------------------- | ------- | ------- |
| #1:Eindhoven | James Magnussen  | AUS    | 45,60  | Ranomi Kromowidjojo | NED     | 51,54   |
| #2:Berlijn   | Vladimir Morozov | RUS    | 45,74  | Ranomi Kromowidjojo | NED     | 51,28   |
| #3:Moskou    | Vladimir Morozov | RUS    | 45,68  | Sarah Sjöström      | SWE     | 51,93   |
| #4:Dubai     | Vladimir Morozov | RUS    | 45,84  | Ranomi Kromowidjojo | NED     | 52,48   |
| #5:Doha      | Vladimir Morozov | RUS    | 45,94  | Ranomi Kromowidjojo | NED     | 52,29   |
| #6:Singapore | Vladimir Morozov | RUS    | 45,67  | Cate Campbell       | AUS     | 51,67   |
| #7:Tokio     | Vladimir Morozov | RUS    | 45,65  | Cate Campbell       | AUS     | 51,31   |
| #8:Peking    | Vladimir Morozov | RUS    | 45,88  | Cate Campbell       | AUS     | 51,39   |

#### 200 meter
| Wedstrijd    | Mannen               | Mannen | Mannen  | Vrouwen         | Vrouwen | Vrouwen |
| Wedstrijd    | Winnaar              | Land   | Tijd    | Winnaar         | Land    | Tijd    |
| ------------ | -------------------- | ------ | ------- | --------------- | ------- | ------- |
| #1:Eindhoven | Yannick Agnel        | FRA    | 1.42,33 | Sarah Sjöström  | SWE     | 1.52,26 |
| #2:Berlijn   | Yannick Agnel        | FRA    | 1.41,26 | Femke Heemskerk | NED     | 1.52,25 |
| #3:Moskou    | Paweł Korzeniowski   | POL    | 1.44,12 | Sarah Sjöström  | SWE     | 1.53,76 |
| #4:Dubai     | Robert Hurley        | AUS    | 1.44,12 | Katinka Hosszú  | HUN     | 1.53,21 |
| #5:Doha      | Paweł Korzeniowski   | POL    | 1.44,00 | Katinka Hosszú  | HUN     | 1.53,53 |
| #6:Singapore | Chad le Clos         | RSA    | 1.42,29 | Emma McKeon     | AUS     | 1.52,40 |
| #7:Tokio     | Thomas Fraser-Holmes | AUS    | 1.42,56 | Katinka Hosszú  | HUN     | 1.53,12 |
| #8:Peking    | Thomas Fraser-Holmes | AUS    | 1.43,09 | Katinka Hosszú  | HUN     | 1.53,82 |

#### 400 meter
| Wedstrijd    | Mannen               | Mannen | Mannen  | Vrouwen         | Vrouwen | Vrouwen    |
| Wedstrijd    | Winnaar              | Land   | Tijd    | Winnaar         | Land    | Tijd       |
| ------------ | -------------------- | ------ | ------- | --------------- | ------- | ---------- |
| #1:Eindhoven | Yannick Agnel        | FRA    | 3.37,75 | Lauren Boyle    | NZL     | 3.55,16    |
| #2:Berlijn   | Tyler Clary          | USA    | 3.36,86 | Mireia Belmonte | ESP     | 3.54,52 WR |
| #3:Moskou    | Myles Brown          | RSA    | 3.41,79 | Melanie Costa   | ESP     | 4.01,71    |
| #4:Dubai     | Robert Hurley        | AUS    | 3.40,24 | Melanie Costa   | ESP     | 4.00,39    |
| #5:Doha      | Robert Hurley        | AUS    | 3.39,59 | Melanie Costa   | ESP     | 3.59,88    |
| #6:Singapore | Robert Hurley        | AUS    | 3.38,68 | Lauren Boyle    | NZL     | 4.00,78    |
| #7:Tokio     | Thomas Fraser-Holmes | AUS    | 3.38,39 | Lauren Boyle    | NZL     | 3.57,68    |
| #8:Peking    | Thomas Fraser-Holmes | AUS    | 3.39,86 | Shao Yiwen      | CHN     | 3.58,92    |

#### 1500/800
| Wedstrijd    | Mannen               | Mannen | Mannen   | Vrouwen         | Vrouwen | Vrouwen    |
| Wedstrijd    | Winnaar              | Land   | Tijd     | Winnaar         | Land    | Tijd       |
| ------------ | -------------------- | ------ | -------- | --------------- | ------- | ---------- |
| #1:Eindhoven | Gregorio Paltrinieri | ITA    | 14.27,65 | Lauren Boyle    | NZL     | 8.01,22    |
| #2:Berlijn   | Gregorio Paltrinieri | ITA    | 14.30,74 | Mireia Belmonte | ESP     | 7.59,34 WR |
| #3:Moskou    | Myles Brown          | RSA    | 14.43,52 | Mireia Belmonte | ESP     | 8.19,55    |
| #4:Dubai     | Gregorio Paltrinieri | ITA    | 14.36,25 | Mireia Belmonte | ESP     | 8.14,12    |
| #5:Doha      | Myles Brown          | RSA    | 14.36,19 | Mireia Belmonte | ESP     | 8.14,18    |
| #6:Singapore | Myles Brown          | RSA    | 14.56,94 | Lauren Boyle    | NZL     | 8.10,80    |
| #7:Tokio     | Kosuke Hagino        | JPN    | 14.32,88 | Lauren Boyle    | NZL     | 8.06,15    |
| #8:Peking    | Myles Brown          | RSA    | 14.41,63 | Mireia Belmonte | ESP     | 8.07,59    |

### Rugslag

#### 50 meter
| Wedstrijd    | Mannen          | Mannen | Mannen | Vrouwen              | Vrouwen | Vrouwen |
| Wedstrijd    | Winnaar         | Land   | Tijd   | Winnaar              | Land    | Tijd    |
| ------------ | --------------- | ------ | ------ | -------------------- | ------- | ------- |
| #1:Eindhoven | Ashley Delaney  | AUS    | 23,28  | Aya Terakawa         | JPN     | 26,20   |
| #2:Berlijn   | Robert Hurley   | AUS    | 23,20  | Aya Terakawa         | JPN     | 26,06   |
| #3:Moskou    | Robert Hurley   | AUS    | 23,44  | Daryna Zevina        | UKR     | 27,12   |
| #4:Dubai     | Robert Hurley   | AUS    | 23,31  | Aleksandra Urbanczyk | POL     | 26,70   |
| #5:Doha      | Jérémy Stravius | FRA    | 22,99  | Aleksandra Urbanczyk | POL     | 26,49   |
| #6:Singapore | Eugene Godsoe   | USA    | 23,12  | Emily Seebohm        | AUS     | 26,70   |
| #7:Tokio     | Eugene Godsoe   | USA    | 23,07  | Etiene Medeiros      | BRA     | 26,61   |
| #8:Peking    | Eugene Godsoe   | USA    | 23,07  | Elizabeth Simmonds   | GBR     | 26,83   |

#### 100 meter
| Wedstrijd    | Mannen                       | Mannen | Mannen | Vrouwen        | Vrouwen | Vrouwen |
| Wedstrijd    | Winnaar                      | Land   | Tijd   | Winnaar        | Land    | Tijd    |
| ------------ | ---------------------------- | ------ | ------ | -------------- | ------- | ------- |
| #1:Eindhoven | Ashley Delaney Robert Hurley | AUS    | 50,42  | Aya Terakawa   | JPN     | 56,34   |
| #2:Berlijn   | Robert Hurley                | AUS    | 50,01  | Aya Terakawa   | JPN     | 56,10   |
| #3:Moskou    | Robert Hurley                | AUS    | 50,32  | Daryna Zevina  | UKR     | 56,91   |
| #4:Dubai     | Thomas Shields               | USA    | 50,15  | Sayaka Akase   | JPN     | 57,24   |
| #5:Doha      | Thomas Shields               | USA    | 50,23  | Daryna Zevina  | UKR     | 57,48   |
| #6:Singapore | Eugene Godsoe                | USA    | 50,21  | Katinka Hosszú | HUN     | 57,04   |
| #7:Tokio     | Eugene Godsoe                | USA    | 49,87  | Daryna Zevina  | UKR     | 56,87   |
| #8:Peking    | Eugene Godsoe                | USA    | 50,15  | Emily Seebohm  | AUS     | 57,22   |

#### 200 meter
| Wedstrijd    | Mannen           | Mannen | Mannen  | Vrouwen       | Vrouwen | Vrouwen |
| Wedstrijd    | Winnaar          | Land   | Tijd    | Winnaar       | Land    | Tijd    |
| ------------ | ---------------- | ------ | ------- | ------------- | ------- | ------- |
| #1:Eindhoven | Radosław Kawęcki | POL    | 1.48,54 | Daryna Zevina | UKR     | 2.02,04 |
| #2:Berlijn   | Radosław Kawęcki | POL    | 1.47,63 | Daryna Zevina | UKR     | 2.00,81 |
| #3:Moskou    | Ashley Delaney   | AUS    | 1.54,21 | Daryna Zevina | UKR     | 2.02,95 |
| #4:Dubai     | Radosław Kawęcki | POL    | 1.49,70 | Daryna Zevina | UKR     | 2.01,66 |
| #5:Doha      | Radosław Kawęcki | POL    | 1.48,93 | Daryna Zevina | UKR     | 2.01,17 |
| #6:Singapore | Eugene Godsoe    | USA    | 1.50,56 | Daryna Zevina | UKR     | 2.02,32 |
| #7:Tokio     | Masaki Kaneko    | JPN    | 1.49,76 | Daryna Zevina | UKR     | 2.01,70 |
| #8:Peking    | Eugene Godsoe    | USA    | 1.51,29 | Daryna Zevina | UKR     | 2.01,47 |

### Schoolslag

#### 50 meter
| Wedstrijd    | Mannen          | Mannen | Mannen | Vrouwen         | Vrouwen | Vrouwen  |
| Wedstrijd    | Winnaar         | Land   | Tijd   | Winnaar         | Land    | Tijd     |
| ------------ | --------------- | ------ | ------ | --------------- | ------- | -------- |
| #1:Eindhoven | Roland Schoeman | RSA    | 25,86  | Alia Atkinson   | JAM     | 29,42    |
| #2:Berlijn   | Roland Schoeman | RSA    | 25,65  | Alia Atkinson   | JAM     | 29,31    |
| #3:Moskou    | Roland Schoeman | RSA    | 25,83  | Rūta Meilutytė  | LTU     | 28,89    |
| #4:Dubai     | Roland Schoeman | RSA    | 25,96  | Joelia Jefimova | RUS     | 29,27    |
| #5:Doha      | Roland Schoeman | RSA    | 25,89  | Joelia Jefimova | RUS     | 29,22    |
| #6:Singapore | Roland Schoeman | RSA    | 25,68  | Alia Atkinson   | JAM     | 28,94    |
| #7:Tokio     | Roland Schoeman | RSA    | 26,12  | Joelia Jefimova | RUS     | 28,71 WR |
| #8:Peking    | Roland Schoeman | RSA    | 25,95  | Alia Atkinson   | JAM     | 29,20    |

#### 100 meter
| Wedstrijd    | Mannen             | Mannen | Mannen | Vrouwen               | Vrouwen | Vrouwen    |
| Wedstrijd    | Winnaar            | Land   | Tijd   | Winnaar               | Land    | Tijd       |
| ------------ | ------------------ | ------ | ------ | --------------------- | ------- | ---------- |
| #1:Eindhoven | Fabio Scozzoli     | ITA    | 56,49  | Alia Atkinson         | JAM     | 1.03,90    |
| #2:Berlijn   | Fabio Scozzoli     | ITA    | 56,58  | Rikke Møller Pedersen | DEN     | 1.03,74    |
| #3:Moskou    | Kenneth To         | AUS    | 58,42  | Rūta Meilutytė        | LTU     | 1.02,36 WR |
| #4:Dubai     | Kenneth To         | AUS    | 58,29  | Alia Atkinson         | JAM     | 1.02,91    |
| #5:Doha      | Vladimir Morozov   | RUS    | 57,53  | Alia Atkinson         | JAM     | 1.03,38    |
| #6:Singapore | Dániel Gyurta      | HUN    | 57,31  | Alia Atkinson         | JAM     | 1.03,48    |
| #7:Tokio     | Christian Sprenger | AUS    | 57,14  | Alia Atkinson         | JAM     | 1.02,99    |
| #8:Peking    | Dániel Gyurta      | HUN    | 57,34  | Alia Atkinson         | JAM     | 1.03,81    |

#### 200 meter
| Wedstrijd    | Mannen                 | Mannen | Mannen  | Vrouwen               | Vrouwen | Vrouwen |
| Wedstrijd    | Winnaar                | Land   | Tijd    | Winnaar               | Land    | Tijd    |
| ------------ | ---------------------- | ------ | ------- | --------------------- | ------- | ------- |
| #1:Eindhoven | Dániel Gyurta          | HUN    | 2.01,44 | Rikke Møller Pedersen | DEN     | 2.17,05 |
| #2:Berlijn   | Dániel Gyurta          | HUN    | 2.01,37 | Rikke Møller Pedersen | DEN     | 2.15,93 |
| #3:Moskou    | Vjatsjeslav Sinkevitsj | RUS    | 2.05,61 | Joelia Jefimova       | RUS     | 2.18,50 |
| #4:Dubai     | Michael Jamieson       | GBR    | 2.06,68 | Joelia Jefimova       | RUS     | 2.19,73 |
| #5:Doha      | Michael Jamieson       | GBR    | 2.05,93 | Kanako Watanabe       | JPN     | 2.18,90 |
| #6:Singapore | Dániel Gyurta          | HUN    | 2.02,62 | Joelia Jefimova       | RUS     | 2.18,33 |
| #7:Tokio     | Dániel Gyurta          | HUN    | 2.01,30 | Joelia Jefimova       | RUS     | 2.17,37 |
| #8:Peking    | Dániel Gyurta          | HUN    | 2.03,09 | Mio Motegi            | JPN     | 2.20,23 |

### Vlinderslag

#### 50 meter
| Wedstrijd    | Mannen          | Mannen | Mannen | Vrouwen               | Vrouwen | Vrouwen |
| Wedstrijd    | Winnaar         | Land   | Tijd   | Winnaar               | Land    | Tijd    |
| ------------ | --------------- | ------ | ------ | --------------------- | ------- | ------- |
| #1:Eindhoven | Steffen Deibler | GER    | 22,17  | Jeanette Ottesen Gray | DEN     | 24,87   |
| #2:Berlijn   | Roland Schoeman | RSA    | 22,05  | Ilaria Bianchi        | ITA     | 25,62   |
| #3:Moskou    | Roland Schoeman | RSA    | 22,36  | Sarah Sjöström        | SWE     | 25,56   |
| #4:Dubai     | Roland Schoeman | RSA    | 22,27  | Jeanette Ottesen Gray | DEN     | 25,03   |
| #5:Doha      | Roland Schoeman | RSA    | 22,30  | Jeanette Ottesen Gray | DEN     | 25,06   |
| #6:Singapore | Chad le Clos    | RSA    | 22,24  | Sarah Sjöström        | SWE     | 25,34   |
| #7:Tokio     | Chad le Clos    | RSA    | 22,26  | Sarah Sjöström        | SWE     | 24,91   |
| #8:Peking    | Nicholas Santos | BRA    | 22,13  | Sarah Sjöström        | SWE     | 25,24   |

#### 100 meter
| Wedstrijd    | Mannen         | Mannen | Mannen | Vrouwen               | Vrouwen | Vrouwen |
| Wedstrijd    | Winnaar        | Land   | Tijd   | Winnaar               | Land    | Tijd    |
| ------------ | -------------- | ------ | ------ | --------------------- | ------- | ------- |
| #1:Eindhoven | Chad le Clos   | RSA    | 49,08  | Jeanette Ottesen Gray | DEN     | 55,97   |
| #2:Berlijn   | Thomas Shields | USA    | 49,01  | Jeanette Ottesen Gray | DEN     | 55,94   |
| #3:Moskou    | Chad le Clos   | RSA    | 49,34  | Sarah Sjöström        | SWE     | 57,04   |
| #4:Dubai     | Chad le Clos   | RSA    | 49,14  | Jeanette Ottesen Gray | DEN     | 56,47   |
| #5:Doha      | Thomas Shields | USA    | 48,80  | Jeanette Ottesen Gray | DEN     | 56,74   |
| #6:Singapore | Chad le Clos   | RSA    | 50,04  | Katinka Hosszú        | HUN     | 56,58   |
| #7:Tokio     | Chad le Clos   | RSA    | 49,01  | Alicia Coutts         | AUS     | 55,30   |
| #8:Peking    | Chad le Clos   | RSA    | 49,41  | Alicia Coutts         | AUS     | 56,00   |

#### 200 meter
| Wedstrijd    | Mannen       | Mannen | Mannen     | Vrouwen          | Vrouwen | Vrouwen |
| Wedstrijd    | Winnaar      | Land   | Tijd       | Winnaar          | Land    | Tijd    |
| ------------ | ------------ | ------ | ---------- | ---------------- | ------- | ------- |
| #1:Eindhoven | Chad le Clos | RSA    | 1.49,04 WR | Katinka Hosszú   | HUN     | 2.03,67 |
| #2:Berlijn   | Chad le Clos | RSA    | 1.49,90    | Katinka Hosszú   | HUN     | 2.03,36 |
| #3:Moskou    | Chad le Clos | RSA    | 1.49,83    | Katinka Hosszú   | HUN     | 2.06,80 |
| #4:Dubai     | Chad le Clos | RSA    | 1.49,07    | Katinka Hosszú   | HUN     | 2.06,30 |
| #5:Doha      | Chad le Clos | RSA    | 1.50,39    | Katinka Hosszú   | HUN     | 2.06,60 |
| #6:Singapore | Chad le Clos | RSA    | 1.48,56 WR | Franziska Hentke | GER     | 2.04,42 |
| #7:Tokio     | Chad le Clos | RSA    | 1.50,33    | Katinka Hosszú   | HUN     | 2.04,03 |
| #8:Peking    | Chad le Clos | RSA    | 1.51,70    | Mireia Belmonte  | ESP     | 2.04,20 |

### Wisselslag

#### 100 meter
| Wedstrijd    | Mannen           | Mannen | Mannen | Vrouwen                      | Vrouwen | Vrouwen  |
| Wedstrijd    | Winnaar          | Land   | Tijd   | Winnaar                      | Land    | Tijd     |
| ------------ | ---------------- | ------ | ------ | ---------------------------- | ------- | -------- |
| #1:Eindhoven | George Bovell    | TRI    | 51,15  | Katinka Hosszú               | HUN     | 57,50 WR |
| #2:Berlijn   | Vladimir Morozov | RUS    | 51,13  | Katinka Hosszú               | HUN     | 57,74    |
| #3:Moskou    | Vladimir Morozov | RUS    | 51,61  | Rūta Meilutytė               | LTU     | 58,57    |
| #4:Dubai     | Kenneth To       | AUS    | 51,64  | Alia Atkinson                | JAM     | 58,45    |
| #5:Doha      | Kenneth To       | AUS    | 51,19  | Katinka Hosszú               | HUN     | 58,43    |
| #6:Singapore | Vladimir Morozov | RUS    | 51,36  | Katinka Hosszú               | HUN     | 58,29    |
| #7:Tokio     | Kosuke Hagino    | JPN    | 51,58  | Katinka Hosszú Alicia Coutts | HUN AUS | 57,53    |
| #8:Peking    | Vladimir Morozov | RUS    | 50,97  | Alicia Coutts                | AUS     | 58,08    |

#### 200 meter
| Wedstrijd    | Mannen        | Mannen | Mannen  | Vrouwen        | Vrouwen | Vrouwen    |
| Wedstrijd    | Winnaar       | Land   | Tijd    | Winnaar        | Land    | Tijd       |
| ------------ | ------------- | ------ | ------- | -------------- | ------- | ---------- |
| #1:Eindhoven | Kenneth To    | AUS    | 1.52,40 | Katinka Hosszú | HUN     | 2.03,20 WR |
| #2:Berlijn   | Kenneth To    | AUS    | 1.52,01 | Katinka Hosszú | HUN     | 2.03,25    |
| #3:Moskou    | Chad le Clos  | RSA    | 1.53,04 | Katinka Hosszú | HUN     | 2.06,86    |
| #4:Dubai     | Chad le Clos  | RSA    | 1.53,21 | Katinka Hosszú | HUN     | 2.06,58    |
| #5:Doha      | Chad le Clos  | RSA    | 1.53,32 | Katinka Hosszú | HUN     | 2.05,45    |
| #6:Singapore | Chad le Clos  | RSA    | 1.53,36 | Katinka Hosszú | HUN     | 2.05,33    |
| #7:Tokio     | Kosuke Hagino | JPN    | 1.51,50 | Katinka Hosszú | HUN     | 2.04,52    |
| #8:Peking    | Chad le Clos  | RSA    | 1.52,60 | Katinka Hosszú | HUN     | 2.05,34    |

#### 400 meter
| Wedstrijd    | Mannen               | Mannen | Mannen  | Vrouwen         | Vrouwen | Vrouwen    |
| Wedstrijd    | Winnaar              | Land   | Tijd    | Winnaar         | Land    | Tijd       |
| ------------ | -------------------- | ------ | ------- | --------------- | ------- | ---------- |
| #1:Eindhoven | Daiya Seto           | JPN    | 4.00,37 | Katinka Hosszú  | HUN     | 4.22,18    |
| #2:Berlijn   | Daiya Seto           | JPN    | 3.58,84 | Katinka Hosszú  | HUN     | 4.20,85 WR |
| #3:Moskou    | Dávid Verrasztó      | HUN    | 4.06,92 | Katinka Hosszú  | HUN     | 4.30,65    |
| #4:Dubai     | Dávid Verrasztó      | HUN    | 4.05,30 | Katinka Hosszú  | HUN     | 4.29,09    |
| #5:Doha      | Chad le Clos         | RSA    | 4.03,23 | Katinka Hosszú  | HUN     | 4.28,91    |
| #6:Singapore | Thomas Fraser-Holmes | AUS    | 4.01,98 | Katinka Hosszú  | HUN     | 4.27,60    |
| #7:Tokio     | Chad le Clos         | RSA    | 3.59,23 | Katinka Hosszú  | HUN     | 4.25,97    |
| #8:Peking    | Thomas Fraser-Holmes | AUS    | 4.04,05 | Mireia Belmonte | ESP     | 4.25,23    |